# Îles Causeway
Les îles Causeway sont quatre petites îles situées à l'entrée sud du canal de Panama, dans le golfe de Panama. Elles appartiennent administrativement à la  province de Panama et sont reliées au continent par une chaussée construite à partir de roches extraites lors des fouilles du canal de Panama. Pour une partie de l'ouvrage, la chaussée sert de brise-lames pour l’entrée de la coupe Gaillard. Une route à quatre voies longe le pont-jetée menant à chaque île. Il y a aussi une piste cyclable et piétonnière.

## Géographie
Les îles sont les suivantes :
- Naos : abrite un laboratoire de recherche géré par le Smithsonian Tropical Research Institute (en) (STRI),
- Culebra : abrite le Marine Exhibition Center of Punta Culebra (en),
- Perico,
- Flamenco.

## Histoire
Pendant la Seconde Guerre mondiale, des fortifications ont été construites sur les îles pour protéger le canal mais n'ont jamais été utilisées, Fort Amador (en). Ils ont depuis été démantelés, mais il existe toujours des remparts et des emplacements vides pour l'artillerie.
Les installations de mise à l'eau sont utilisées par les bateaux pilotes qui embarquent dans le canal de Panama à partir de ces îles.
Manuel Noriega a construit une maison privée sur l'une des îles, qui a été détruite et pillée lors de son éviction.
Depuis le contrôle des îles a été rétabli au Panama par les traités Torrijos-Carter, elles faisaient auparavant partie de la zone du canal de Panama.

## Économie
Il y a eu un développement considérable le long de la chaussée et des bords des îles, notamment des installations portuaires, des marinas, des boutiques et des restaurants. Loin de leur périmètre, les îles recèlent encore une jungle maritime isolée, bien qu'elles soient menacées par un développement continu. À l'entrée de la chaussée Amador se trouve le Biomuseo (en) dessiné par l'architecte Frank Gehry.

## Galerie

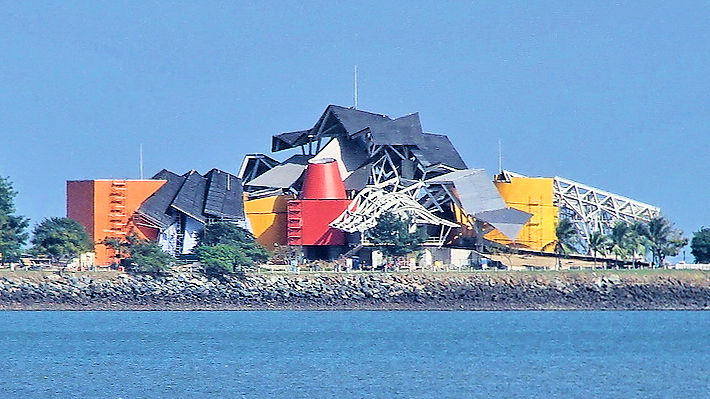
Le Biomuseo (en).
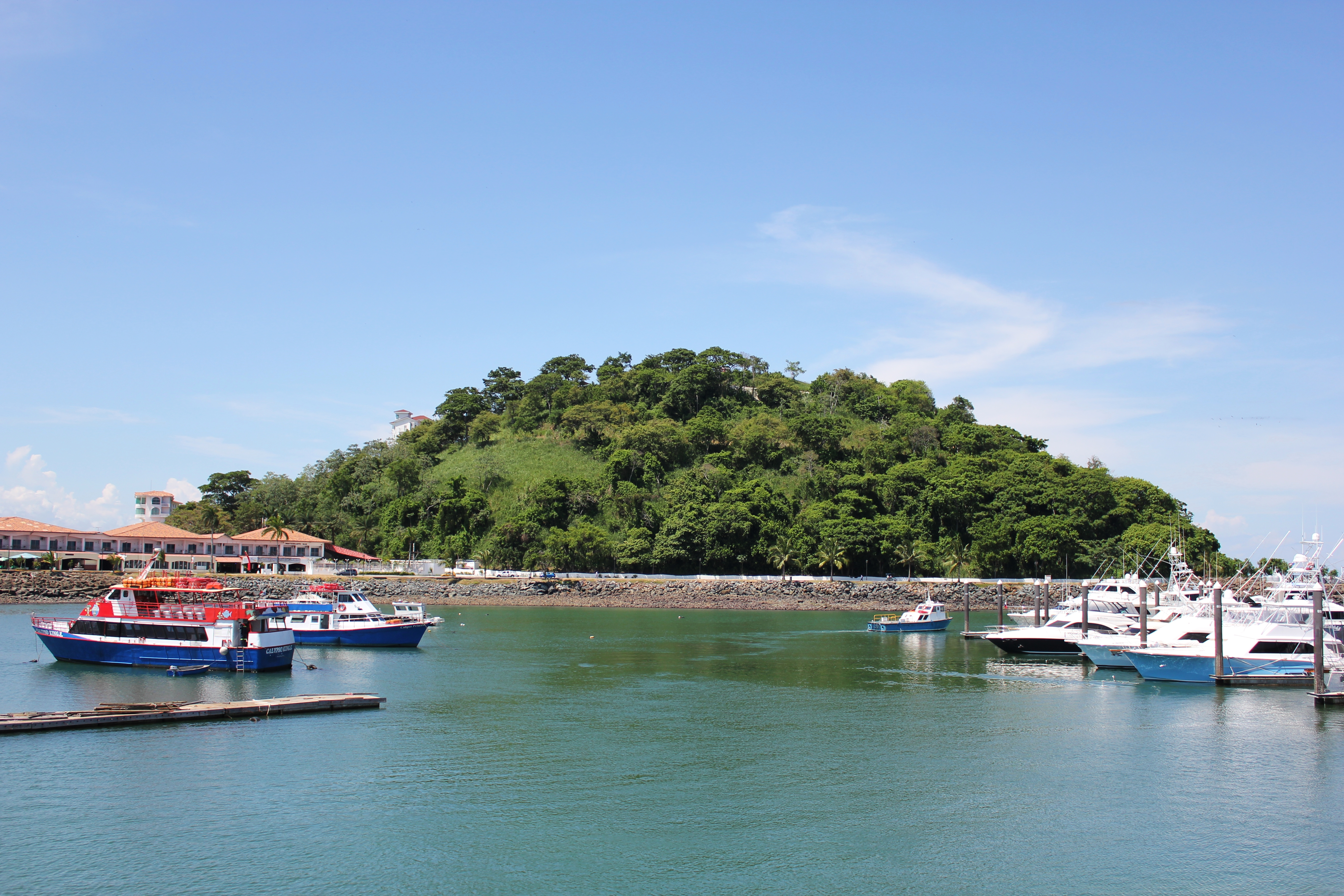
L'île Perico.
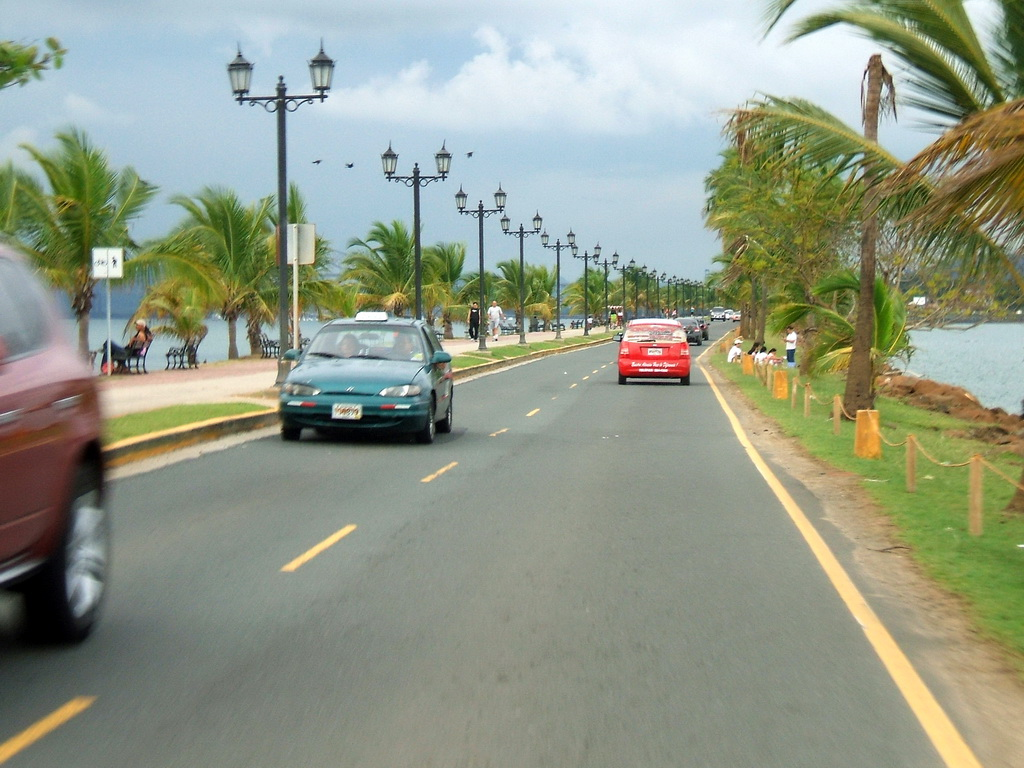
La chaussée Amador (Calzada de Amador).